# Le Trou Robin
Le Trou Robin is een heuvel in het Pays des Collines nabij Montroeul-au-Bois in de Belgische provincie Henegouwen . De top ligt in Herquegies.

## Wielrennen
De helling wordt onder andere beklommen in de Grinta! Challenge La Tournay voor wielertoeristen. Ook zit ze in de bewegwijzerde Route des Collines voor recreatieve fietsers.